# Windevedermot
De windevedermot (Emmelina monodactyla) is een vlinder uit de familie Pterophoridae (vedermotten). De spanwijdte van de vlinder bedraagt tussen de 18 en 27 millimeter. Hij is moeilijk van sommige andere soorten vedermotten te onderscheiden. Het dier komt verspreid over Europa voor. De soort overwintert als imago.

## Waardplanten
De windevedermot heeft voornamelijk planten uit de windefamilie, met name haagwinde, als waardplanten. De verpopping vindt verwijderd van de waardplant plaats.

## Voorkomen in Nederland en België
De windevedermot is in Nederland en in België een heel algemene soort, die verspreid over het hele gebied kan worden gezien. De vlinder kan vrijwel het hele jaar door worden waargenomen.